# Proiezione di Haworth

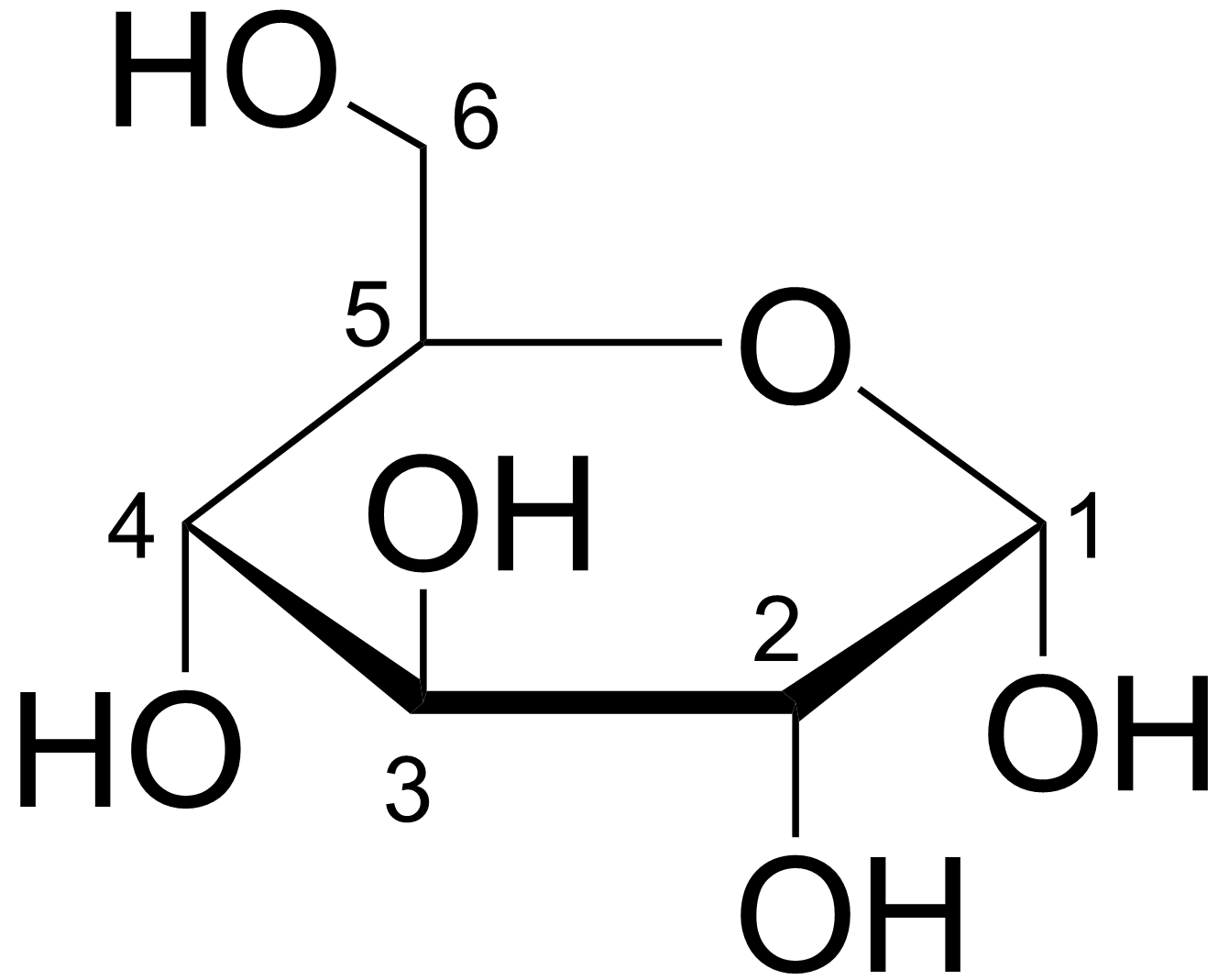
Proiezione di Haworth di una molecola di α-D-glucopiranosio.

In stereochimica, la proiezione di Haworth (o formula proiettiva di Haworth) è un modo per rappresentare le molecole di monosaccaridi attraverso una prospettiva tridimensionale semplificata.
Prende il nome dal chimico inglese Walter Norman Haworth, premio Nobel per la chimica nel 1937.
Nella proiezione di Haworth gli atomi di carbonio e gli atomi di idrogeno legati direttamente ad un atomo di carbonio vengono resi impliciti (si tratta quindi di una formula schematica).
L'effetto prospettico viene ottenuto evidenziando con una linea più spessa i legami chimici posizionati più vicino all'osservatore.
La molecola disegnata giace perpendicolare al piano della pagina.
L'atomo stereocentrico formatosi alla ciclizzazione della molecola viene detto anomerico. Convenzionalmente l'anomero viene rappresentato sul lato destro della molecola.

## Conversione dalla proiezione di Fischer
I gruppi a destra nella proiezione di Fischer vengono rappresentati sotto in quella di Haworth, mentre quelli a sinistra sono rappresentati sopra.